# Ion Cernea
Ion Cernea (Râu Alb, 21 ottobre 1936 – Bucarest, 30 giugno 2025) è stato un lottatore rumeno, specializzato nella lotta greco-romana.

## Palmarès

### Olimpiadi
- 2 medaglie:
  - 1 argento (Roma 1960 nei -57 kg)
  - 1 bronzo (Tokyo 1964 nei -57 kg)

### Mondiali
- 2 medaglie:
  - 1 oro (Manchester 1965 nei -57 kg)
  - 1 argento (Yokohama 1961 nei -57 kg)